# Screwed - Due criminali da strapazzo
Screwed - Due criminali da strapazzo (Screwed) è un film del 2000 scritto e diretto dal duo composto da Scott Alexander e Larry Karaszewski.

## Trama
Willard è un autista maltrattato dal suo capo. Con l'aiuto del suo amico, per vendetta, rapisce il cane del suo capo e chiede un riscatto. Ma qualcosa va storto e devono ricorrere ad un altro espediente.